# Costa di Mezzate
Costa di Mezzate [ˈkɔsta dimeˈʣːaːte] (Còsta de Mesàt [ˈkɔsta dɛmɛˈzat] o Còsta Mesàt [ˈkɔsta mɛˈzat] in dialetto bergamasco) è un comune italiano di 3 471 abitanti della provincia di Bergamo in Lombardia.
Il comune è situato allo sbocco della Val Cavallina, a circa 11 chilometri ad est del capoluogo orobico. Ha un'economia tendenzialmente agricola, favorita nei secoli dalla presenza di numerosi canali irrigui, su tutti la roggia Borgogna, sebbene con alcune piccole fabbriche situate nella zona industriale.

## Storia
Nel 1927 il comune fu accorpato a Monticelli di Borgogna formando Costa di Monticelli, nome mantenuto fino al 1964. 
Nel 1955 i due comuni si divisero tornando alla situazione originaria.
Il paese è sito nelle prime colline bergamasche motivo per cui nel medioevo sulla vetta della collina era stata eretta una torre d'avvistamento collegata al castello sottostante, dove la leggenda narra si sentano alcune notti i passi di Garibaldi che trascorse nel castello un breve periodo.

### Simboli
Lo stemma e il gonfalone del Comune di Costa di Mezzate sono stati concessi con decreto del presidente della Repubblica del 22 settembre 1992.
(D.P.R. 22.09.1992)
Nello stemma è riprodotto il castello di Costa di Mezzate e la sua cinta muraria che servì a difendere l'abitato durante le lotte tra guelfi e ghibellini.
Il gonfalone è un drappo di rosso.

## Monumenti e luoghi d'interesse

### Architetture civili

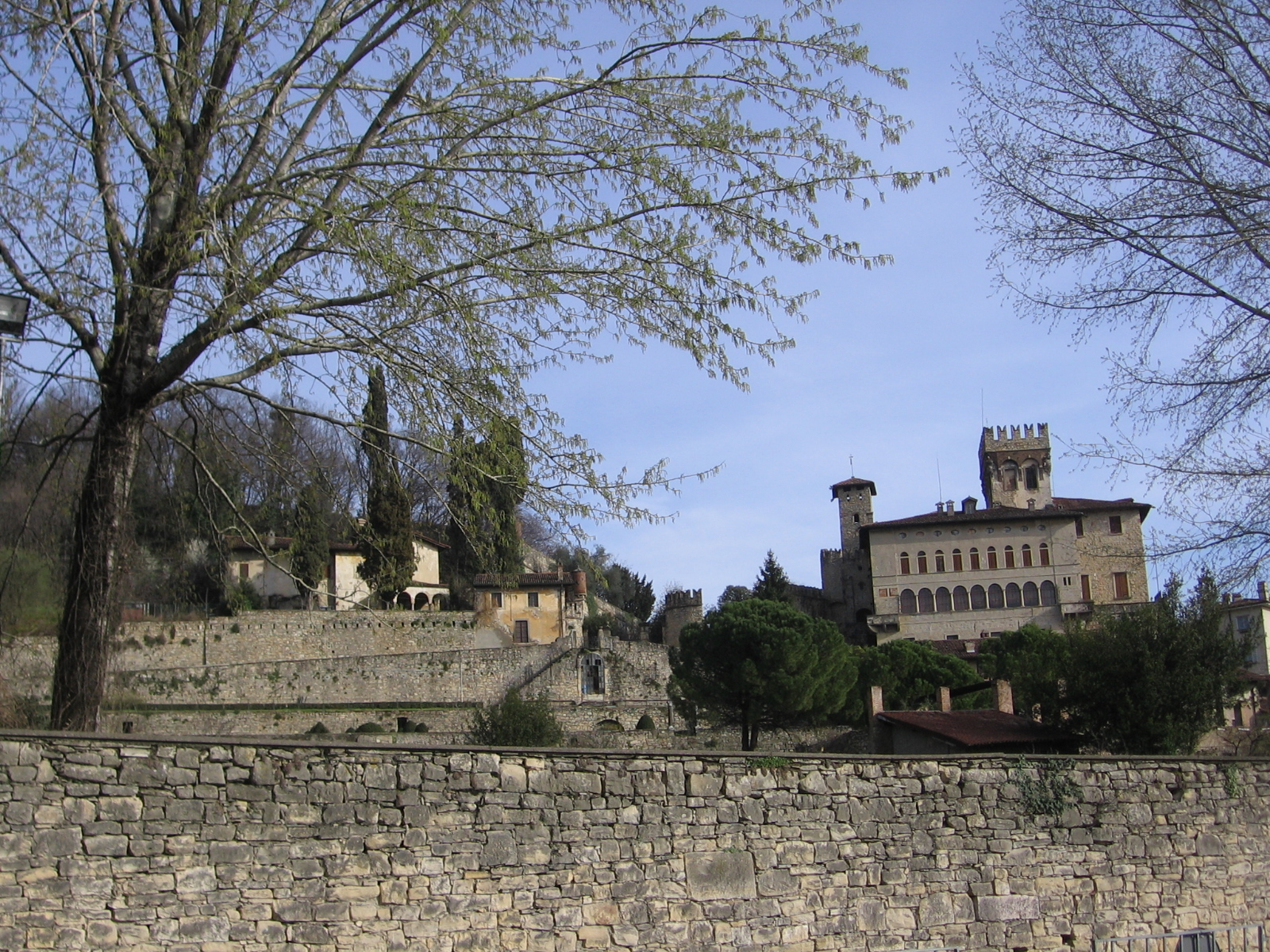
Castello Camozzi-Vertova

- Castello Camozzi-Vertova (XIII-XVIII secolo) che conserva raccolte artistiche pregevoli.[9]

### Architetture religiose
- Chiesa di San Giorgio: chiesa parrocchiale consacrata nel 1528 e principale luogo di culto cattolico[10]
- Chiesa di San Giuseppe: chiesa sussidiaria addossata alla chiesa parrocchiale[11]

## Società

### Evoluzione demografica
Abitanti censiti

## Cultura

### Eventi
- Antiquariato in Cascina: ogni prima domenica del mese, ad eccezione del mese di agosto, si tiene in Cascina Fuì il mercatino dell'antiquariato.
- Agrimercato: ogni primo sabato del mese, ad eccezione dei mesi di gennaio e agosto, si tiene in Cascina Fuì il mercatino agricolo.
- Magie al Borgo: festival internazionale di arte di strada che si festeggia ogni anno l'ultima settimana di aprile in occasione di San Giorgio, patrono del paese. Ci sono spettacoli per le vie del borgo vecchio con artisti di strada provenienti da tutta Europa.
- Cascina Fuì: fantastica cascina restaurata ai piedi del castello che ospita varie associazioni del paese. Esse si succedono nei fine settimana tra giugno e agosto offrendo cibi tipici bergamaschi e non. Il lavoro di tanti volontari permette di sostenere i vari progetti delle associazioni.

## Sport
Lo sport più popolare nel paese è il calcio. Infatti verso la zona periferica sono situati 2 impianti sportivi (un campo da calcio in erba naturale e uno in erba sintetica). In questa società si sviluppano giovanili di tutte le categorie ed età. La prima squadra milita in terza categoria.

## Amministrazione
Il sindaco è Luigi Fogaroli (lista civica La Gente Il Paese).